# Dido och Aeneas

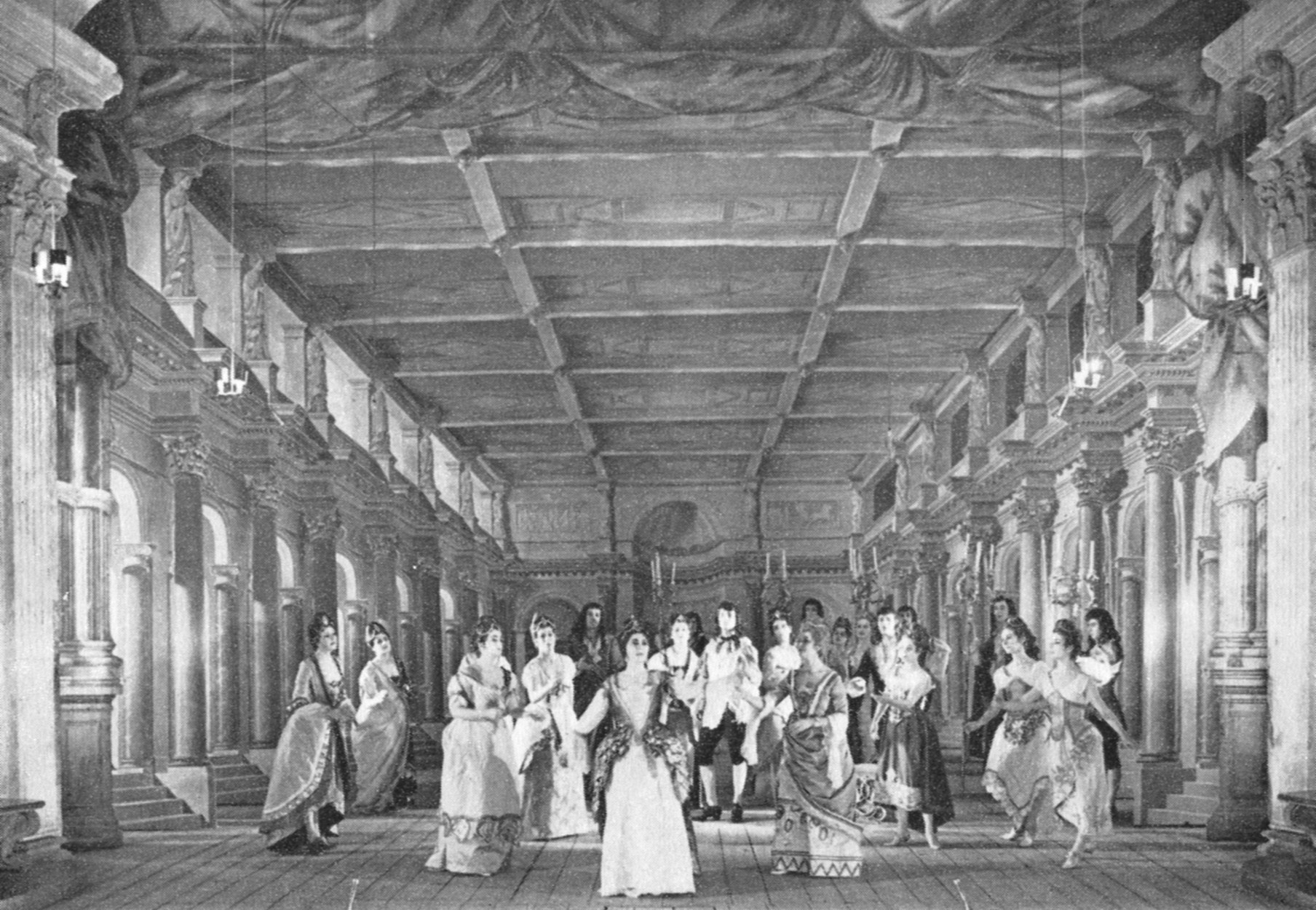
Drottningholms slottsteater uppför "Dido och Aeneas" 1962.

Dido och Aeneas, även kallad Aeneas i Carthago, är en opera i tre akter med musik av Henry Purcell. Librettot skrevs av Nahum Tate och han hade dels använt sin egen tragedi Brutus of Alba or The Enchanted Lovers, dels den fjärde sången ur Vergilius epos Aeneiden. 

## Historia
Dido och Aeneas är Purcells enda riktiga opera och ett obestritt mästerverk. Den skrev som en skolpjäs för Josiah Priest's School of Young Ladies i Chelsea, London, och uruppfördes där 11 eller 30 april 1689. Därför skulle rollerna kunna sjungas av barn eller halvvuxna, men integrationen av text, musik och dans har gjort den livskraftig i sekler.
På senare år har det ifrågasatts om denna skolföreställning i Chelsea var det första framförandet av detta verk. Det har hävdats att Dido och Aeneas i själva verket är en bearbetning av ett betydligt mer avancerat verk som ingick i festligheterna kring kröningen av kung Vilhelm III och drottning Maria II samma år; det innehöll en prolog som är förkommen. Det enda framförandematerial som har bevarats är det som användes vid Priests internatskola. Partituret finns i två ganska skiljaktiga versioner, och det tryckta librettot innehåller den prolog vars musik inte är bevarad. 1951 gjorde Benjamin Britten en bearbetning där han på grundval av det tryckta librettot kompletterade avslutningen av andra akten med annan musik av Purcell. Den svenska premiären ägde rum på Stockholmsoperan den 18 november 1799. Den gavs även som tre delföreställningar på Drottningholmsteatern i september 1971.

## Roller
- Drottning Dido (sopran)
- Aeneas, en trojansk prins (tenor)
- Belinda, drottningens hovdam och syster (sopran)
- Den andra kvinnan (sopran)
- Trollpackan (mezzosopran)
- Första häxan (sopran)
- Andra häxan (sopran)
- En ande (mezzosopran)
- En sjöman (sopran eller tenor)
- Hovfolk, sjömän, häxor (kör, balett)
- Furier, amoriner (balett)

## Handling
Operan utspelas i det forntida Karthago omkring 1100 f.Kr. Speltiden är cirka en timma.

### Akt I
Didos palats. Aeneas har flytt från Troja och funnit en tillflykt i Kartago. Dido älskar trojanen, men anar olycka och är rädd för att bekänna sina känslor.

### Akt II
En grotta. En trollpacka vill förgöra Dido och inviger häxorna i sina planer. Hon tänker klä ut sig till gudarnas budbärare Merkurius och påminna Aeneas om Jupiters befallning att han skall bege sig till Italien och där grunda ett nytt rike. Dido, Aeneas och deras följe vilar ut sig efter jakten. Men de hemsöks av häxornas storm, som skingrar jaktsällskapet. Aeneas lämnas ensam. Då kommer den falske Merkurius emot honom och uppmanar honom att följa Jupiters påbud. Aeneas fogar sig, trots att han är full av förtvivlan.

### Akt III
Häxan och häxorna följer med glädje förberedelserna för avfärden och planerar vidare olyckor. Dido skall dö, Kartago skall ödeläggas i lågorna och trojanerna gå under på havet. Dido beklagar sitt öde. När den förtvivlade Aeneas förklarar att han tänker stanna kvar i Kartago och inte följa Jupiters befallning, visar hon honom ifrån sig ("When I am laid in earth") och begår självmord.

## Diskografi (urval)
- Dido and Aeneas. Baker, Herincx, Clark, Sinclair. St. Anthony Singers. English Chamber Orchestra. Lewis, dirigent. Decca (ADD) 466 387-2. Inspelad 1962.[4]